# ۶۲۵ (میلادی)
۶۲۵ (میلادی) ششصد و بیست و پنجمین سال تقویم میلادی است.

## درگذشتگان
‎